# Луп'я (селище)
Лу́п'я (рос. Лупья) — селище у складі Омутнінського району Кіровської області, Росія. Входить до складу Ліснополянського сільського поселення.
Населення становить 30 осіб (2010, 140 у 2002).
Національний склад станом на 2002 рік — росіяни 84 %.